# KylieFever2002
KylieFever2002 je bila šesta koncertna turneja avstralske pop pevke Kylie Minogue, ki so jo organizirali v sklopu promocije njenega osmega glasbenega albuma, Fever. Nastop v Manchestru 4. maja 2002 so posneli in ga izdali na DVD-ju pod imenom KylieFever2002: Live in Manchester.

## Ozadje
Turneja KylieFever2002 je največja turneja, kar jih je Kylie Minogue kdaj organizirala. Album Fever in videospoti za njegove single so navdihnili razne scene in kostume za nastope; to je tudi prva koncertna turneja z uporabo projekcijskega platna Kylie Minogue. Zaradi uspeha albuma in njegovih singlov je Kylie Minogue s turnejo zaslužila veliko več denarja kot s svojimi prejšnjimi turnejami, zato so lahko postavili veliko večji oder z dvemi stopnišči in petimi projekcijskimi platni, s čimer so lahko na koncertih ustvarili več različnih tem.
Kostume sta ekskluzivno za Kylie Minogue oblikovala italijanska modna oblikovalca Dolce & Gabbana. Koreograf turneje je bil Rafael Bonachela.
To je prva turneja Kylie Minogue z uradnimi sponzorji, in sicer podjetji, kot sta Evian in Vodafone. Na vsakem od britanskih koncertov so zastonj delili Evianove plastenke z vodo, le da so ime »Evian« zamenjali z imenom »Kylie«. Na steklenicah je pisalo še: »Evian - Kyliejin uradni odpravljalec žeje za turnejo turnejo Fever 2002«.
Ko je glavni singl z albuma postajal uspešnejši in uspešnejši tudi v Združenih državah Amerike, se je Kylie Minogue osredotočila na promocijo albuma in singla tudi tamkaj, zato so načrtovali, da bo v sklopu turneje obiskala tudi ta kontinent. Vodja založbe Capitol Records, Andy Slater, je dejal, da pred uspehom singla v ZDA turneje niso nameravali organizirati tudi tam. Kylie Minogue naj bi nasprotovala temu, da bi v sklopu turneje obiskali tudi Združene države. Dejala je, da meni, da ameriško občinstvo ne bo »razumelo« njenih nastopov v živo. Kljub govoricam o načrtih turneje v Severni Ameriki, koncertov tamkaj zaradi statusa Kylie Minogue niso organizirali. Kasneje so razkrili, da je Kylie Minogue nameravala oditi na turnejo tudi v Kanado in Združene države Amerike, vendar se s tem ni strinjala njena založba. Kljub temu je Kylie Minogue v sklopu promocije albuma Fever in njegovih singlov velikokrat nastopila v Združenih državah Amerike, med drugim tudi na božičnem plesu Jingle Ball, koncertu, ki ga je produciral KIIS-FM, v sklopu katerega je obiskala Anaheim, Houston, Miami, Filadelfijo in.
Za oboževalce povsod po svetu so v posebni spletni oddaji na MSN-ju predvajali koncert Kylie Minogue v Manchestru.

## Seznam pesmi
Akt 1: Silvanemesis
- »The Sound of Music« (inštrumentalni uvod)
- »Come into My World«
- »Shocked« (vključuje elemente pesmi »Madskillz-Mic Chekka«)
- »Love at First Sight«
- »Fever«

Act 2: Nore noči
- »Ode to Joy« (inštrumentalni uvod)
- »Spinning Around«

Act 3: Igra joka
- »Where Is the Feeling?« (uvod z nastopom)
- Mešano:
  -  »The Crying Game«
  -  »Put Yourself in My Place«
  -  »Finer Feelings«
  - »Dangerous Game«
  - »The Crying Game«

Akt 4: Ulični stil
- »GBI: German Bold Italic« (video uvod)
- »Confide in Me«
- »Cowboy Style« (vključuje elemente pesmi »Double Dutch Bus«, »Double Dutch«, »Buffalo Gals« in »The Real Slim Shady«)
- »Kids«

Akt 5: Seks v Benetkah
- »On a Night Like This«
- »The Locomotion«
- Mešano: »In Your Eyes« / »Please Stay« / »The Rhythm of the Night«

Akt 6: Cybertronica
- »Limbo«
- »Light Years« (vključuje elemente pesmi I Feel Love«)
- »I Should Be So Lucky« (vključuje elemente pesmi »Dreams« in »Closer«)

Akt 7: VoodooInferno
- »Burning Up«
- »Better the Devil You Know«

Dodatne pesmi
- »Can't Get You Out of My Head« (vključuje elemente pesmi »Blue Monday«)

## Datumi koncertov
| Datum           | Mesto      | Država     | Prizorišče                               |
| --------------- | ---------- | ---------- | ---------------------------------------- |
| Evropa          |            |            |                                          |
| 26. april 2002  | Cardiff    | Wales      | Mednarodna arena Cardiff                 |
| 27. april 2002  | Cardiff    | Wales      | Mednarodna arena Cardiff                 |
| 28. april 2002  | Cardiff    | Wales      | Mednarodna arena Cardiff                 |
| 29. april 2002  | Cardiff    | Wales      | Mednarodna arena Cardiff                 |
| 1. maj 2002     | Manchester | Anglija    | Arena Manchester                         |
| 2. maj 2002     | Manchester | Anglija    | Arena Manchester                         |
| 3. maj 2002     | Manchester | Anglija    | Arena Manchester                         |
| 4. maj 2002     | Manchester | Anglija    | Arena Manchester                         |
| 6. maj 2002     | Birmingham | Anglija    | Arena NEC                                |
| 7. maj 2002     | Birmingham | Anglija    | Arena NEC                                |
| 8. maj 2002     | Birmingham | Anglija    | Arena NEC                                |
| 9. maj 2002     | Birmingham | Anglija    | Arena NEC                                |
| 11. maj 2002    | Manchester | Anglija    | Arena Manchester                         |
| 12. maj 2002    | Manchester | Anglija    | Arena Manchester                         |
| 14. maj 2002    | Sheffield  | Anglija    | Arena Sheffield                          |
| 15. maj 2002    | Sheffield  | Anglija    | Arena Sheffield                          |
| 17. maj 2002    | Glasgow    | Škotska    | Škotski center za razstave in konference |
| 18. maj 2002    | Glasgow    | Škotska    | Škotski center za razstave in konference |
| 19. maj 2002    | Glasgow    | Škotska    | Škotski center za razstave in konference |
| 21. maj 2002    | Newcastle  | Anglija    | Arena Telwest                            |
| 22. maj 2002    | Newcastle  | Anglija    | Arena Telwest                            |
| 24. maj 2002    | London     | Anglija    | Arena Wembley                            |
| 25. maj 2002    | London     | Anglija    | Arena Wembley                            |
| 26. maj 2002    | London     | Anglija    | Arena Wembley                            |
| 27. maj 2002    | London     | Anglija    | Arena Wembley                            |
| 30. maj 2002    | Stockholm  | Švedska    | Hovet                                    |
| 31. maj 2002    | Oslo       | Norveška   | Oslo Spectrum                            |
| 1. junij 2002   | København  | Danska     | Forum Copenhagen                         |
| 3. junij 2002   | München    | Nemčija    | Olympiahalle                             |
| 4. junij 2002   | Dunaj      | Avstrija   | Gasometer                                |
| 6. junij 2002   | Zürich     | Švica      | Hallenstadion                            |
| 8. junij 2002   | Berlin     | Nemčija    | Velodrom                                 |
| 9. junij 2002   | Hamburg    | Nemčija    | Alsterdorfer Sporthalle                  |
| 11. junij 2002  | Frankfurt  | Nemčija    | Festhalle Frankfurt                      |
| 12. junij 2002  | Rotterdam  | Nizozemska | Ahoy Rotterdam                           |
| 13. junij 2002  | Oberhausen | Nemčija    | Arena Oberhausen                         |
| 15. junij 2002  | Pariz      | Francija   | Palais Omnisports de Paris-Bercy         |
| 18. junij 2002  | Milano     | Italija    | Fila Forum                               |
| Avstralija      |            |            |                                          |
| 2 August 2002   | Sydney     | Avstralija | Zabaviščni center Sydney                 |
| 3. avgust 2002  | Sydney     | Avstralija | Zabaviščni center Sydney                 |
| 4. avgust 2002  | Sydney     | Avstralija | Zabaviščni center Sydney                 |
| 6. avgust 2002  | Sydney     | Avstralija | Zabaviščni center Sydney                 |
| 7. avgust 2002  | Sydney     | Avstralija | Zabaviščni center Sydney                 |
| 8. avgust 2002  | Sydney     | Avstralija | Zabaviščni center Sydney                 |
| 11. avgust 2002 | Melbourne  | Avstralija | Arena Rod Laver                          |
| 12. avgust 2002 | Melbourne  | Avstralija | Arena Rod Laver                          |
| 14. avgust 2002 | Melbourne  | Avstralija | Arena Rod Laver                          |
| 15. avgust 2002 | Melbourne  | Avstralija | Arena Rod Laver                          |
| 16. avgust 2002 | Melbourne  | Avstralija | Arena Rod Laver                          |

## Ostali ustvarjalci
Producenti: Kylie Minogue, Bill Lord in Terry Blamey 
Mendežer: Terry Blamey

Glasbeni vodja: Andrew Small

Kreativni vodji: William Baker in Alan McDonald

Glasbeni producent: Steve Anderson

Menedžer turneje: Sean Fitzpatrick

Menedžer produkcije: Steve Martin

Osveljevanje: Vince Foster

Režiser koncertnih posnetkov: Chris Keating

Koreograf: Rafael Bonachela

Asistentka koreografa: Amy Hollingsworth

Kostumi: Dolce & Gabbana

## Glasbena skupina
Klaviature: Steve Turner

Bas kitara: Chris Brown

Kitara: James Hayto

Bobni: Andrew Small

Spremljevalni vokali: Lurine Cato in Sherina White

DJ: DJ Ziggy

Akrobat: Terry Kvasnik

Plesalci: Pia Driver, Patti Hines, Milena Mancini, Alec Mann, Jason Piper, Adam Pudney, Emma Ribbing, Alicia Herrero Simon, Andile E Sotiya, Melanie Teall in Rod Buchanan